# Linnich
Linnich – miasto w Niemczech, położone w kraju związkowym Nadrenia Północna-Westfalia, w rejencji Kolonia, w powiecie Düren. W 2010 roku liczyło 13 468 mieszkańców.

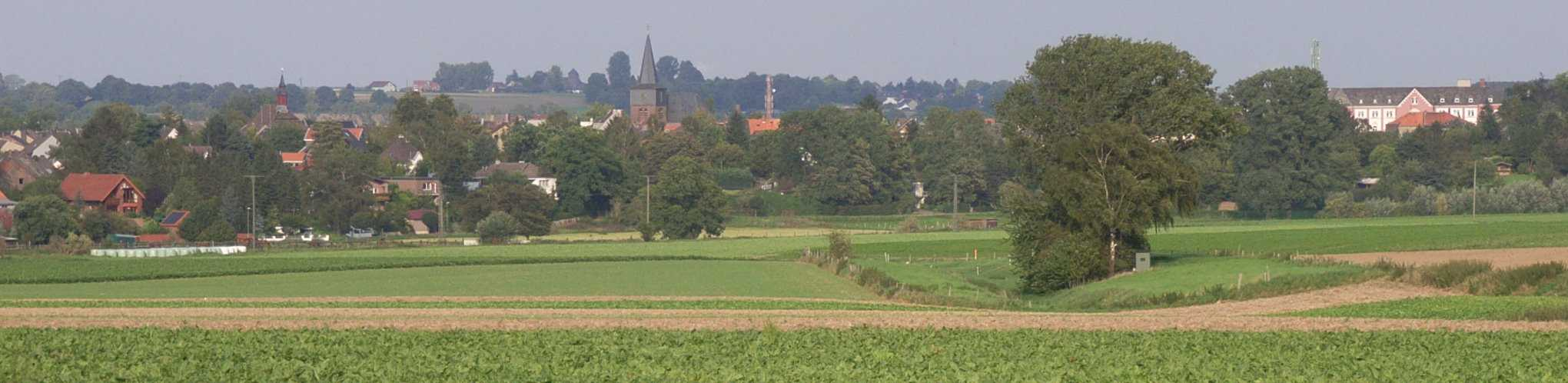
Linnich